# おいしい三姉妹
『おいしい三姉妹』（おいしいさんしまい）は、友美イチロウによる日本の漫画作品。

## あらすじ
亡き父・哲夫が遺した三千万円という借金を返済するため、残された三姉妹は父が切り盛りしていた居酒屋「蛍」を受け継ぎ、借金返済に充てていくことにした。

## 登場人物

### 飯田家
本作のメインキャラとなる三姉妹。千葉県流山市在住。
飯田ほのか（いいだ ほのか）
三姉妹の長女。28歳。接客担当。
元キャバ嬢。母親譲りのおっとりとした性格。人並み外れた爆乳の持ち主。自炊はあまりしないが、軽食なら作れる。
飯田妙子（いいだ たえこ）
三姉妹の次女。調理担当。
元OL。父親譲りの気立てのいい性格。美乳の持ち主。当初は姉妹の中で唯一処女だった。
飯田留美（いいだ るみ）
三姉妹の三女。会計担当。
家事見習い。料理は大の苦手。ほのかに劣らぬ爆乳の持ち主。借金の一部は彼女が連帯保証人になっている。彼氏持ち。
飯田哲夫（いいだ てつお）
三姉妹の父親。居酒屋・蛍の創業者。
故人。ぶっきらぼうだが、人情味のある温かい性格。

### 客人
良太（りょうた）
妙子の幼馴染。実家の酒屋で働いている。
大柄な体格で常に野球帽を被っている。不愛想だが、面倒見のいい性格（妙子曰く「哲夫に少し似ている」）。
浩輔（こうすけ）
同じく妙子の幼馴染。実家は寿司屋。
矢崎（やざき）
ほのかの元愛人。キャバクラのオーナー。

## 書誌情報
- 友美イチロウ 『おいしい三姉妹』 竹書房（バンブーコミックス）、全3巻
  1. 2013年5月27日発売 ISBN 978-4-8124-8191-2[1]
  2. 2014年2月27日発売 ISBN 978-4-8124-8524-8[1]
  3. 2014年8月16日発売 ISBN 978-4-8124-8764-8[1]